# Heinz Mostert
Heinz Mostert (Grevenbroich, 29 augustus 1949) is een voormalige Duitse voetballer. Hij speelde onder meer voor Bayer 05 Uerdingen, meestal als libero.

## Loopbaan
Hij speelde 153 competitiewedstrijden voor Bayer Uerdingen tussen 1974 en 1980. In zijn debuutjaar voor de toenmalige club uit de Tweede Bundesliga maakte hij direct promotie mee naar de Bundesliga. Lang duurde dat verblijf op het hoogste niveau niet, want in 1976 volgde alweer degradatie.
Na drie jaar in de Tweede Bundesliga beleefde Mostert in het seizoen 1978-79 voor de tweede keer promotie naar de Bundesliga. Nu slaagde Uerdingen er wel in om zich in het daaropvolgende jaar te handhaven. Een jaar later maakte Mostert de overstap naar eerstedivisionist FC VVV. Daar speelde hij drie seizoenen. In de zomer van 1983 keerde hij als speler-trainer terug bij TuS Grevenbroich in zijn geboorteplaats.

## Profstatistieken
| Seizoen         | Club            | Competitie      | Competitie | Competitie | Beker | Beker | Overige | Overige | Totaal | Totaal |
| Seizoen         | Club            | Competitie      | Wed.       | Dlp.       | Wed.  | Dlp.  | Wed.    | Dlp.    | Wed.   | Dlp.   |
| --------------- | --------------- | --------------- | ---------- | ---------- | ----- | ----- | ------- | ------- | ------ | ------ |
| 1974/75         | Bayer Uerdingen | 2. Bundesliga   | 34         | 4          | 3     | 0     | 1       | 0       | 38     | 4      |
| 1975/76         | Bayer Uerdingen | Bundesliga      | 24         | 1          | 0     | 0     | —       | —       | 24     | 1      |
| 1976/77         | Bayer Uerdingen | 2. Bundesliga   | 38         | 5          | 6     | 0     | —       | —       | 44     | 5      |
| 1977/78         | Bayer Uerdingen | 2. Bundesliga   | 21         | 2          | 2     | 2     | —       | —       | 23     | 4      |
| 1978/79         | Bayer Uerdingen | 2. Bundesliga   | 23         | 9          | 2     | 0     | 2       | 0       | 27     | 9      |
| 1979/80         | Bayer Uerdingen | Bundesliga      | 13         | 0          | 3     | 1     | —       | —       | 16     | 1      |
| 1980/81         | FC VVV          | Eerste divisie  | 30         | 4          | 2     | 0     | —       | —       | 32     | 4      |
| 1981/82         | FC VVV          | Eerste divisie  | 32         | 3          | 2     | 0     | 1       | 0       | 35     | 3      |
| 1982/83         | FC VVV          | Eerste divisie  | 21         | 6          | 3     | 1     | 6       | 0       | 30     | 7      |
| Carrière totaal | Carrière totaal | Carrière totaal | 236        | 34         | 23    | 4     | 10      | 0       | 269    | 38     |